# Bertha Van Hoosen
Bertha Van Hoosen, född 26 mars 1863 i Stony Creek, Michigan, död 7 juni 1952 i Romeo, Michigan, var en amerikansk kirurg.
Van Hoosen var en inspirerande lärare för kvinnliga medicinstudenter och genom sitt intresse för kvinnohälsa gjorde hon mycket för att främja kvinnorna inom medicinen. Hon medverkade till att utveckla bättre metoder inom prenatalvård, undervisade om sexualitet ur feministiskt perspektiv och förespråkade skopolaminmorfinanestesi vid förlossningar. År 1915 grundade hon i Chicago, i syfte att bekämpa diskrimineringen av kvinnor inom medicinen, American Medical Women's Association, i vilken hor var den första presidenten.